# Ziejąca trąbka słuchowa
Ziejąca trąbka słuchowa – zaburzenie fizyczne, w którym trąbka słuchowa, która jest normalnie zamknięta, zamiast tego pozostaje sporadycznie otwarta. Osoby cierpiące na tę przypadłość doświadczają autofonii, tj. słyszenia dźwięków, które same wygenerowały. Dźwięk własnego oddechu, głosu czy bicia serca, wibruje bezpośrednio na błonie bębenkowej i może wywołać efekt dźwiękowy „wiadra na głowie”. Utrudnia to pacjentowi skupienie się na dźwiękach otoczenia. Zespół ziejącej trąbki słuchowej jest formą dysfunkcji trąbki Eustachiusza, która występuje u około 1 procenta populacji ogólnej.

## Przyczyny
Ziejąca trąbka słuchowa jest zaburzeniem fizycznym występującym z wielu przyczyn. Nagła i znaczna utrata masy ciała jest często wymienianą przyczyną tego zaburzenia i jest powiązana z około jedną trzecią zgłoszonych przypadków. U zdrowych osób tkanki tłuszczowe utrzymują rurkę zamkniętą przez większość czasu. W przypadku utraty wagi zmniejsza się zawartości tkanki tłuszczowej w organizmie, przez co tkanka otaczająca trąbkę Eustachiusza kurczy się, a jej funkcja zostaje zakłócona.
Ten sam efekt mogą spowodować czynności i substancje odwadniające organizm, takie jak ćwiczenia i kofeina.
Inną przyczyną przypadłości może być ciąża, ponieważ hormony ciążowe wpływają na napięcie powierzchniowe i śluz w układzie oddechowym.